# Czerno More Warna
Czerno More Warna – bułgarski klub piłkarski z siedzibą w Warnie założony 3 marca 1913 roku.

## Historia
Chronologia nazw:
- 03.03.1913: UTD Reka Ticza Warna (bułg. УТД "Река Тича" (Варна))
- 24.05.1914: UTSD Reka Ticza Warna (bułg. УТСД (Ученическо спортно-туристическо дружество) "Река Тича" (Варна)) – po fuzji z Sportist Warna
- 21.01.1919: SK Ticza Warna (bułg. Спортен клуб "Тича" (Варна))
- 01.05.1921: cześć klubu oddzieliła się tworząc Władysław Warna
- 18.02.1945: NDGS Ticza-Władysław-1945 Warna (bułg. НДГС "Тича-Владислав-1945" (Варна)) – po fuzji z Władysław Warna
- 1946: NDGS Ticza-Władysław Warna (bułg. НДГС "Тича-Владислав" (Варна))
- 11.05.1947: TWP Warna (bułg. НДГС "ТВП" (Варна)) – po fuzji z Primorec Warna
- 08.10.1948: Botew-DNW Warna (bułg. НДГС "Ботев-ДНВ" (Варна)) – po dołączeniu do Domu Ludowego Wojska
- 20.12.1949: DSO WMS-Christo Botew Stalin (bułg. ДСО "ВМС-Христо Ботев" (Сталин))
- 1951: DSO WMS Stalin (bułg. ДСО "ВМС" (Военноморски сили) (Сталин))
- 20.10.1956: DSO SKNA Warna (bułg. ДСО "СКНА" (Спортен клуб на народната армия) (Варна))
- 1957: DFS ASK Botew Warna (bułg. ДФС "АСК Ботев" (Армейски спортен клуб) (Варна))
- 1959: SD Czerno More Warna (bułg. СД "Черно море" (Варна))
- 1969: FSFD Czerno More Warna (bułg. ФСФД (флотско-студентско физкултурно дружество) "Черно море" (Варна)) – po fuzji z Akademik Warna
- 1985: PFK Czerno More Warna (bułg. ПФК "Черно море" (Варна))

Klub został założony 3 marca 1913 roku przez uczniów warneńskiego Gimnazjum Męskiego. Wtedy to Stowarzyszenie Turystyczne Galata oficjalnie zarejestrowało się w sądzie pod nazwą UTD Reka Ticza. W następnym roku (24 maja 1914) zespół połączył się z Sportist Warna w UTSD Reka Ticza, a 21 stycznia 1919 klub został przemianowany na SK Ticza gdyż posiadał on już rejestrację i zatwierdzony statut klubu. Jesienią do klubu dołączył Napred Warna, który 26 listopada 1919 roku został oficjalnie zarejestrowany jako SK Ticza - oddział SK Granit. 
Na dorocznym zebraniu sprawozdawczym klubu SK Ticza w kwietniu 1921 roku powstał spór o podział finansów. W rezultacie nastąpił podział klubu. Część członków odeszła od klubu (w tym oddział SK Granit) i 1 maja 1921 utworzyła nowy klub o nazwie Władysław Warna na cześć polskiego króla Władysława III Warneńczyka, który zginął w 1444 roku przed warneńską twierdzą w bitwie z armią osmańską.
Od 1924 roku rozgrywano Mistrzostwa Bułgarii, ale dopiero w 1935 zespół zakwalifikował się od oddziału warneńskiego Bułgarskiego Futbolowego Związku w turnieju finałowym mistrzostw, przegrywając w finale. W następnym roku znów startował w turnieju finałowym, i jak poprzednio przegrał w finale. W 1937 klub nie zakwalifikował się do turnieju finałowego, a od sezonu 1937/38 wprowadzono rozgrywki ligowe, w których klub występował do 1945 roku. W tym okresie (w 1938 roku) jedyny raz w swojej historii wygrał ligowe rozgrywki.
18 lutego 1945 roku klub przestał istnieć samodzielnie po połączeniu się z lokalnym rywalem, trzykrotnym mistrzem Bułgarii Władysławem Warną, założonym w 1916 roku. Klub po zjednoczeniu otrzymał nazwę Ticza-Władysław Warna.
11 maja 1947 roku do klubu dołączył Primorec Warna (dawny Klub Tenisowy), po czym zmienił nazwę na TWP Warna, a 8 października 1948 roku klub został przyłączony do wydziału Domu Ludowego Wojska pod nazwą Botew-DNW.
Od 20 grudnia 1949 do 20 października 1956 miasto nosiło imię Stalin, od imienia Józefa Stalina. Od 1950 roku klub występował pod nazwą WMS Stalin, czyli "Marynarka Wojenna". W 1951 zajął trzecie miejsce w Grupie B i awansował do Grupy A mistrzostw Bułgarii. W 1956 klub zmienił nazwę na SKNA Warna.
Wprowadzony w sierpniu 1949 roku model "DSO - Dobrowolnych Sportowych Organizacji" (bułg. ДСО – Доброволна спортна организация) został zniesiony wiosną 1957 roku decyzją ponownie Komitetu Centralnego Bułgarskiej Partii Komunistycznej. Zgodnie z tą decyzją przywrócono zasadę terytorialno-produkcyjną, na której wcześniej budowane są bułgarskie związki sportowe. Tym samym wiosną 1957 roku dotychczasowe DSO zostały przekształcone w "DFS - Towarzystwa Wychowania Fizycznego i Sportu" (bułg. ДФС – Дружества за физкултура и спорт), zlokalizowane w różnych rejonach dużych miast. W tym samym czasie rozpoczął się proces odzyskiwania oryginalnych nazw: SKNA Warna staje się ASK Botew Warna.
W 1959 roku po raz pierwszy klub wystąpił z nazwą Czerno More Warna. 
Przez całą dekadę (lata 1990-1999) "marynarze" uczestniczyli w grupie "A" tylko w sezonie 1993/94. Przez resztę czasu grali na zapleczu Grupy A, a w 1998 roku byli nawet bliscy degradacji z Grupy B.
Klub, mimo iż w latach komunizmu należał do jednych z faworytów włodarzy, nigdy nie powtórzył sukcesów sprzed wojny. Aż do początku XXI wieku krążył między I a II ligą. Od rozgrywek 2000/2001 nieprzerwanie występuje w ekstraklasie.
Od marca 2006 do czerwca 2007 roku szkoleniowcem drużyny, której największymi gwiazdami byli w tym czasie napastnicy Aleksandyr Aleksandrow i Emil Todorow, był Jasen Petrow. W 2006 roku doprowadził on klub do pierwszego w historii finału Pucharu Bułgarii, w którym ostatecznie Czerno More przegrało 1:3 z CSKA Sofia. Po zakończeniu rozgrywek 2006–2007 Petrowa zastąpił 58-letni Nikola Spasow, pracujący już w Warnie w latach 1995–1996. Od 17 grudnia 2012 roku treneren klubu został Georgi Iwanow.

## Sukcesy
- Mistrzostwo Bułgarii
  - mistrzostwo (1): 1937/1938
- Puchar Bułgarii
  - zwycięstwo (1): 2015
  - finał (2): 2006, 2008
- Superpuchar Bułgarii
  - zwycięstwo (1): 2015

## Europejskie puchary
Legenda do wszystkich tabel:
- Q – runda eliminacyjna, 1/16, 1/8, 1/4, 1/2 – odpowiednia faza rozgrywek, Grupa – runda grupowa, 1r gr – pierwsza runda grupowa, 2r gr – druga runda grupowa, F – finał, R – runda, PO – play-off
- k. – rzuty karne, los. – losowanie, Dogr. – dogrywka, w. – zasada bramek strzelonych na wyjeździe

| Sezon   | Rozgrywki        | Runda | Przeciwnik          | Dom | Wyjazd | Ogólnie |
| ------- | ---------------- | ----- | ------------------- | --- | ------ | ------- |
| 2007    | Puchar Intertoto | 2R    | Makedonija          | 4–0 | 3–0    | 7–0     |
| 2007    | Puchar Intertoto | 3R    | UC Sampdoria        | 0–1 | 0–1    | 0–2     |
| 2008/09 | Puchar UEFA      | 1Q    | UE Sant Julià       | 4–0 | 5–0    | 9–0     |
| 2008/09 | Puchar UEFA      | 2Q    | Maccabi Netanja     | 2–0 | 1–1    | 3–1     |
| 2008/09 | Puchar UEFA      | 1R    | VfB Stuttgart       | 1–2 | 2–2    | 3–4     |
| 2009/10 | Liga Europy      | 2Q    | Iscra-Stal          | 1–0 | 3–0    | 4–0     |
| 2009/10 | Liga Europy      | 3Q    | PSV Eindhoven       | 0–1 | 0–1    | 0–2     |
| 2015/16 | Liga Europy      | 2Q    | Dynama Mińsk        | 1–1 | 0–4    | 1–5     |
| 2024/25 | Liga Konferencji | 2Q    | Hapoel Beer Szewa   | 1–2 | 0–0    | 1–2     |
| 2025/26 | Liga Konferencji | 2Q    | İstanbul Başakşehir | 0–1 | 0–4    | 0–5     |

## Stadion
Stadion Ticza w Warnie może pomieścić 12 tysięcy widzów. Ticza to dawna nazwa rzeki Kamczi, przepływającej przez Warnę.

## Skład na sezon 2017/2018
| Nr | Poz. | Piłkarz                |
| -- | ---- | ---------------------- |
| 3  | OB   | Ertan Tombak           |
| 5  | OB   | Stefan Stanczew        |
| 7  | OB   | Vitinha                |
| 8  | PO   | Emił Janczew           |
| 9  | PO   | Mehdi Fennouche        |
| 10 | NA   | Radosław Wasilew       |
| 14 | NA   | Georgi Bożiłow         |
| 16 | PO   | Petyr Witanow          |
| 17 | OB   | Martin Kostadinow      |
| 18 | PO   | Atanas Zechirow        |
| 21 | PO   | Georgi Iliew (kapitan) |
| 22 | PO   | Marijan Ognjanow       |
| 23 | OB   | Ilias Hassani          |
| 25 | BR   | Iwan Djulgerow         |

| Nr | Poz. | Piłkarz            |
| -- | ---- | ------------------ |
| 26 | BR   | Ivan Diczewski     |
| 27 | OB   | Daniel Dimow       |
| 29 | NA   | Marek Kuzma        |
| 31 | PO   | Łyczezar Jordanow  |
| 33 | OB   | Mirosław Enczew    |
| 36 | PO   | Rumen Kasabow      |
| 38 | PO   | Aristote N'Dongala |
| 41 | OB   | Hugo Konongo       |
| 45 | PO   | Fábinho            |
| 88 | BR   | Błagoj Makendżiew  |
| 90 | PO   | Martin Minczew     |
| 97 | PO   | Nikołaj Minkow     |
| 99 | PO   | Dani Kiki          |